# Ljubov' Ovčarova
Ljubov' Michajlovna Ovčarova (in russo Любовь Михайловна Овчарова?; Belorečensk, 23 ottobre 1995) è una lottatrice russa, specializzata nella lotta libera.

## Palmarès
- Mondiali

Nur-Sultan 2019: argento nei 59 kg.
- Europei

Novi Sad 2017: oro nei 60 kg.
Roma 2020: bronzo nei 59 kg.